# Sigmophora tumidifrons
Sigmophora tumidifrons är en stekelart som beskrevs av Ikeda 1999. Sigmophora tumidifrons ingår i släktet Sigmophora och familjen finglanssteklar.
Artens utbredningsområde är Madagaskar. Inga underarter finns listade i Catalogue of Life.